# Friedrich August Lorentzen
Friedrich August Lorentzen  (* 23. Oktober 1765 in Oldesloe; † 7. September 1842 in Itzehoe) war ein deutscher Apotheker.

## Leben
Friedrich August Lorentzen war ein Sohn des Apothekers Christian August Lorentzen (* 23. November 1713 in Eutin; † 12. März 1795 in Oldesloe) und dessen Ehefrau Christina Mang, geborene Pistolsky (getauft am 27. Januar in Oldesloe). Nach einer Apothekerausbildung in Hamburg absolvierte er wahrscheinlich ein Medizinstudium an der Universität Kopenhagen. 1788 bestand er dort die pharmazeutische Examensprüfung. 1806 wurde er an der Medizinischen Fakultät der Universität Kiel mit einer Arbeit über die „Chemisch-physikalische Untersuchung des Feuers“ promoviert.

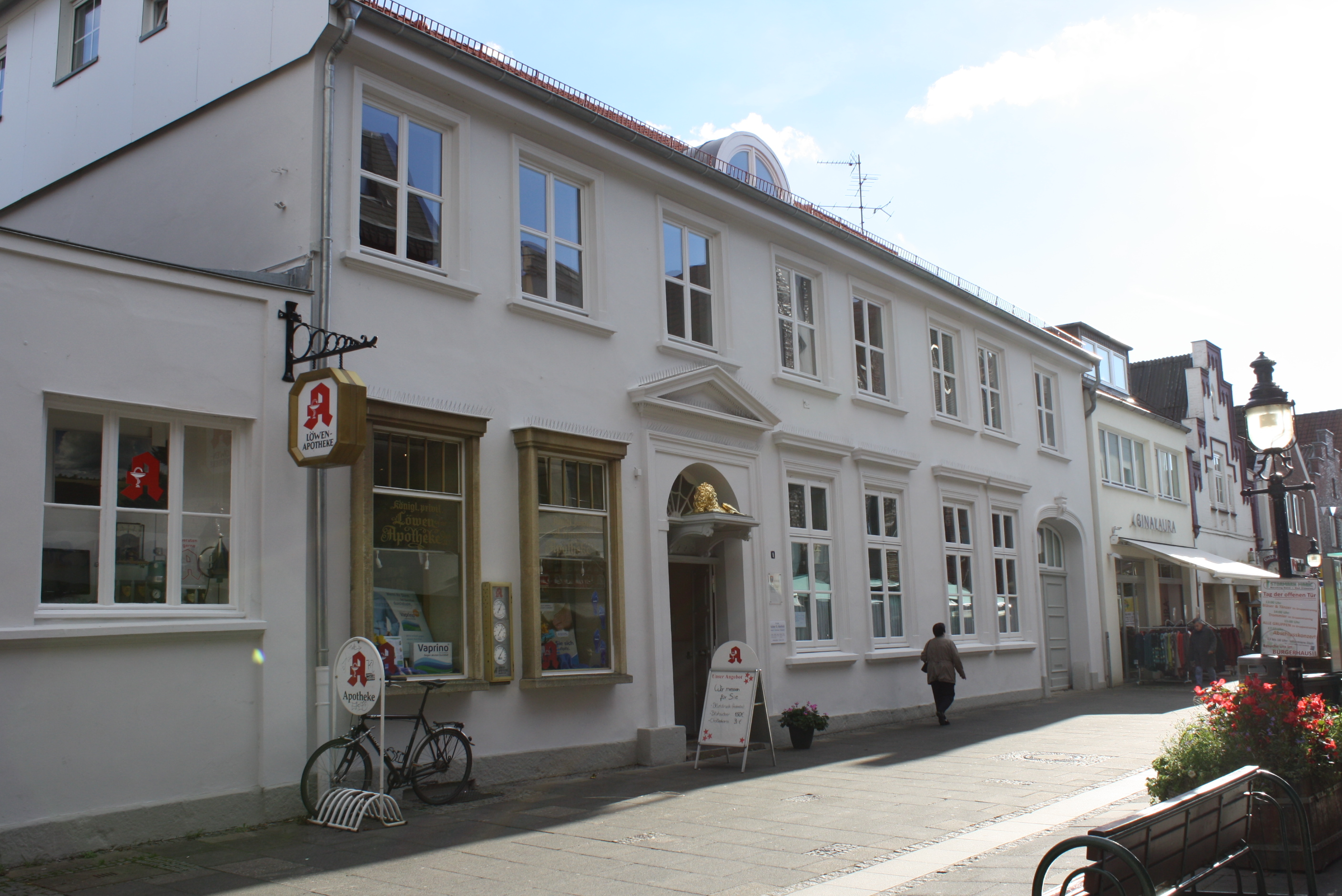
Löwen-Apotheke in Bad Oldesloe

Ab 1788 leitete Lorentzen die Löwen-Apotheke seines Vaters, die der Familie seit 1753 gehörte. Nach dem Stadtbrand von 1798 ließ er die Apotheke neu und größer aufbauen; sie steht heute unter Denkmalschutz. 1827 gründete er eine Filiale in Ahrensburg. In Oldesloe praktizierte er auch als Arzt. Sein Sohn Julius Theodor übernahm 1832 beide Apotheken, starb aber fünf Jahre später. Die Apotheken gingen daher vor Lorentzens Lebensende an neue Inhaber, die nicht der Familie angehörten.

## Engagement für die Infrastruktur von Oldesloe
Lorentzen versuchte 1796 erstmals, einen Sitz im Rat von Oldesloe zu bekommen. 1802 hatten seine Bemühungen Erfolg: der Magistrat bezeichnete ihn als den Mann, der „sich am vorzüglichsten zu dieser Stelle qualificiert“ habe. Lorentzen konzentrierte sich auf die Saline der Stadt, in der seit der Zeit vor 1150 Salz gewonnen wurde. Aufgrund des geringen Salzgehaltes der Sole hatten wechselnde Besitzer nie Gewinne erwirtschaften können. Die Saline gehörte seit 1797 dem König.
Lorentzen beschrieb in einer umfangreichen Arbeit, wie die Rentabilität der Saline erhöht werden könne. Seine Verbesserungsvorschläge fanden jedoch kein Gehör. Er teilte die Meinung des Naturwissenschaftlers Henrich Steffens, dass es in Oldesloe eine eigene Salzquelle gebe, was tatsächlich nicht der Fall ist, da ein Salzstock aus Bad Segeberg das Salzwasser von Oldesloe speist.

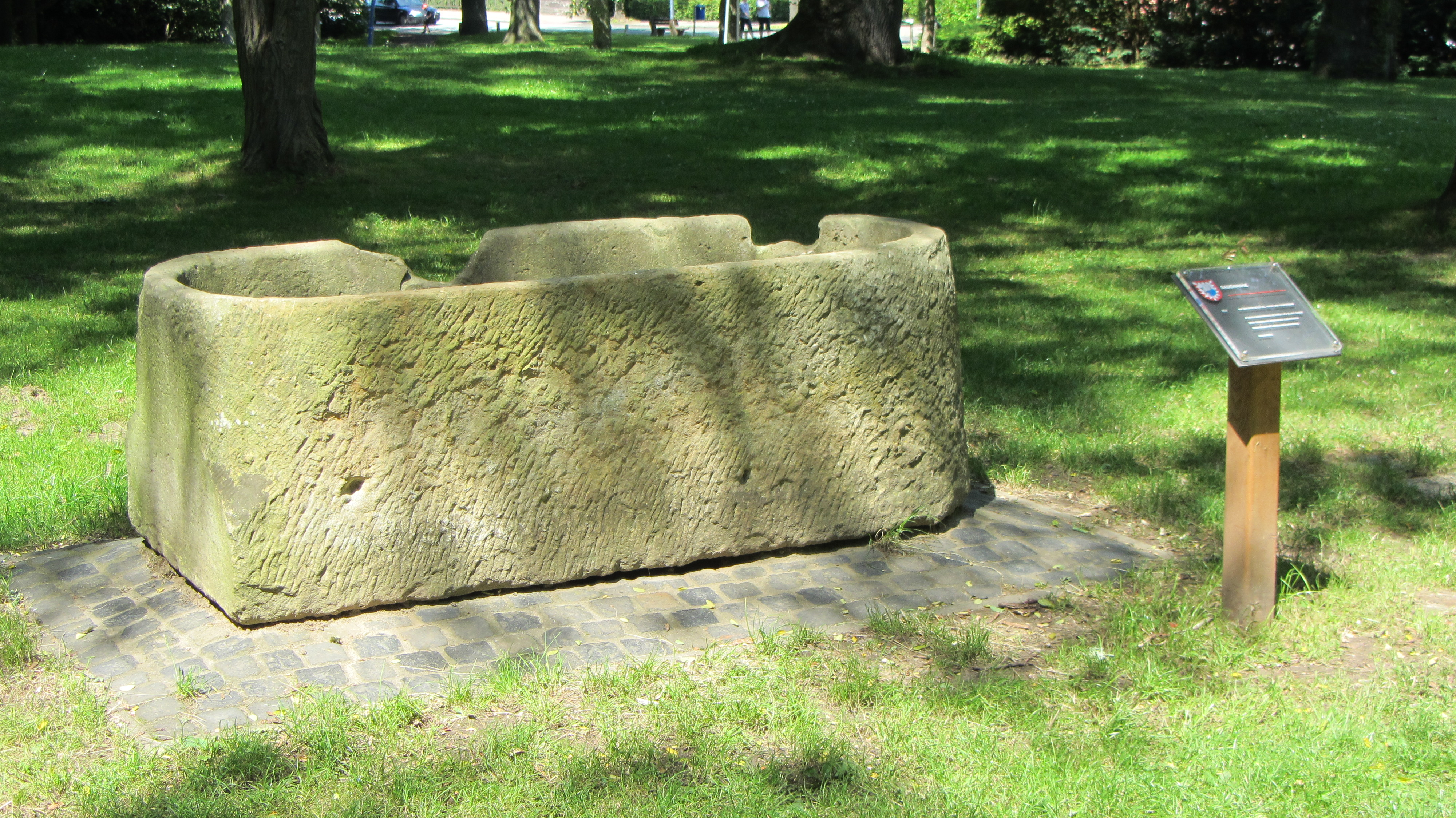
Badewanne von 1813

1806 wurde Lorentzen zum Administrator, 1812 zum Oberdirektor der Saline befördert. Er ließ auf eigene Kosten nach Salzquellen bohren und fand dabei 1812 eine Schwefelquelle. Er erkannte direkt die Möglichkeit, Oldesloe darauf basierend zu einem Heil- und Kurbad zu machen. Er stellte seine Ideen dem König vor, der im März 1813 dem Aufbau einer Badeanstalt auf der Saline zustimmte. Er ernannte Lorentzen zum Aufseher über das Vorhaben, für das die Salinekasse aufkommen sollte.
Mit der Hilfe des in Oldesloe praktizierenden Arztes Franz Hagelstein hatte das Bad schnell großen Zulauf. Danach entstanden große Kuranlagen, Parks und Freiluftbäder, um mit den Seebädern konkurrieren zu können. Die Stadt erhielt Besuche von Schauspielgruppen, ein Kurorchester und eine Spielbank, wurde somit bei Adligen beliebt. Dabei halfen von 1830 bis 1836 auch Pferderennen, die in Kooperation mit Herzog Christian August von Schleswig-Holstein-Sonderburg-Augustenburg stattfanden.
Lorentzen setzte sich für den Bau des Alster-Trave-Kanals ein, der die Stadt besser erschließen und der Saline helfen sollte. Er nahm an einem 1818 von der Hamburgischen Gesellschaft zur Beförderung der Künste und nützlichen Gewerbe ausgelobten Preisausschreiben teil und schrieb hierfür 1820 „Über eine Kanal-Verbindung zwischen Elbe und Ostsee vermittelst der Alster und Trave“. Er kalkulierte darin die Kosten und arbeitete eine von Artillerieoffizier Heinrich von Justi nach dessen Vermessungen und Nivellements erstellte Karte mit ein. Lorentzen war der einzige Teilnehmer des Wettbewerbs und bekam trotzdem aufgrund der Qualität seiner Arbeit einen Preis. Die Gesellschaft ernannte ihn zum Ehrenmitglied und verlieh Justi eine Medaille.
Das Preisausschreiben fand im Rahmen einer bereits seit längerem laufenden öffentlichen Debatte statt. Mit der von Napoleon ausgesprochenen Kontinentalsperre und dessen Absicht, den Canal de la Seine à la Baltique zu bauen, der die Seine mit der Ostsee verbinden sollte, bekam die Diskussion neue Impulse. Der Kartograph Heinrich Ludwig Behrens, der für Napoleons Kanalvorhaben gearbeitet hatte, schlug vor, den Stecknitzkanal zu erweitern. Die Stadt Kiel diskutierte wieder alte Pläne, einen Kanal zu bauen, der Eider und Stör miteinander verbinden sollte. Claus Hinrich Christensen prüfte diese Überlegungen für das Kopenhagener Generalzollkammer- und Kommerzkollegium auf technische Machbarkeit. Der Landinspektor Andreas Christopher Gudme setzte sich vor dem Ende von Christensens Prüfungen publizistisch für dessen Vorhaben ein.
Lorentzen geriet mit seinem Plan in einen harten Konflikt mit Gudme. Dieser sagte, dass der Höhenunterschied für das von Lorentzen vorgeschlagene Vorhaben zu groß und die Wassermengen zu gering seien, um einen Alster-Beste-Kanal betreiben zu können. Außerdem wäre diese Verbindung nur für Hamburg und Lübeck hilfreich, während Christensens Pläne Kiel helfen und vor allem die Ausfuhr von Getreide aus Dänemark und den Herzogtümern unterstützen würde.
1821 und 1822 erarbeitete Lorentzen weitere Pläne, wie man den Plöner See mit der Trave verbinden und die Schwentine vom Plöner See bis zur Kieler Förde mit Schiffen befahren könne. Lorentzens Vorschläge wurden ebenso wenig umgesetzt wie der von der Stadt Kiel projektierte Kanal. Lediglich der Stecknitzkanal wurde 1821 letztmals modernisiert.
Lorentzen engagierte sich auch für bessere Landstraßen in Holstein, auch, um den Badebetrieb in Bad Oldesloe zu fördern. John Loudon McAdam hatte seinerzeit den nach ihm benannten Straßenbelag Makadam erfunden, für den sich Lorentzen einsetzte. Der Magistrat von Bad Oldesloe stimmte 1825 seinem Vorschlag zu, probeweise ein kleines Straßenstück entsprechend zu verlegen. Dieser Versuch endete positiv.
Gegen Lebensende ließ die Bedeutung des von Lorentzen geleiteten Bades zunehmend nach. 1815 wurde er zum Justizrat ernannt und erhielt den Dannebrogorden. 1835 trat er als Direktor des Bades und Salineninspektor zurück.

## Politische Aktivitäten
Lorentzen gehörte einem Verein an, der Gelder für eine Chaussee sammeln wollte, die Bad Oldesloe mit Hamburg verbinden sollte. Der stimmte jedoch nicht zu und gab einer Chaussee von Kiel nach Altona den Vorzug. Die Altona-Kieler Chaussee entstand von 1830 bis 1832. 1838 erhielten die Hansestädte die Genehmigung für die Anlage der Altona-Lübecker Chaussee, die von Lübeck über Bad Oldesloe nach Altona, jedoch nicht durch Hamburg führte. Eine Direktverbindung von Hamburg nach Lübeck wurde erst 1843 eröffnet. Lorentzen scheiterte somit auch mit diesen Projekten an den verkehrspolitischen Konzepten der beiden Hansestädte.
Lorentzen engagierte sich als Vorsitzender des Distriktvereins der Schleswig-Holsteinischen Patriotischen Gesellschaft. Bei den Wahlen zum Jahreswechsel 1840/41 zog er für den 9. Wahldistrikt (Oldesloe-Segeberg) in die Holsteinische Ständeversammlung ein. Am 7. Juli 1842 leitete er als Alterspräsident die Eröffnung der 4. Holsteinischen Ständeversammlung in Itzehoe. Er erkrankte kurze Zeit später und meldete sich daher nicht mehr zu Wort. Am 8. August 1842 gab er sein Mandat zurück und schaffte es vor seinem Tod nicht mehr zurück nach Bad Oldesloe, wo er begraben wurde.

## Familie
Am 15. Juni 1790 heiratete Friedrich Lorentzen in Lübeck Christina Johanna Lang (* 16. Juli 1772; † 26. Januar 1808). Ihr Vater Friedrich Lang war ein Lübecker Kaufmann und verheiratet mit Sophia Elsabe, geborene Kohpreis. Aus dieser Ehe stammten 14 Kinder, von denen 8 jung starben. Bei seinem Tod lebte nur noch eine der Töchter.
In zweiter, kinderlose Ehe heiratete Lorentzen Christina Charlotte Carstens.